# 金沢村 (愛知県東加茂郡)
金沢村（かなざわむら）は、かつて愛知県東加茂郡にあった村。
現在の豊田市の一部（室口町・山谷町・東大見町・椿立町・戸中町・安実京町・山ノ中立町・綾渡町・大蔵連町・漆畑町・有洞町・葛沢町など。）に該当する。

## 歴史
- 1878年（明治11年） -
  - 室平村と足口村が合併し、室口村となる。
  - 山蕨村と浅谷村が合併し、山ヶ谷村となる。
- 1889年（明治22年）10月1日 - 室口村、山ヶ谷村、東大見村、椿立村、川端村、戸中村、安実京村、山ノ中立村、綾渡村、大蔵連村、漆畑村、有洞村、葛沢村が合併し、金沢村が発足。
- 1906年（明治39年）5月1日 - 分割され廃止。
  - 金沢村の一部（戸中・川端）は、盛岡村、豊栄村の一部[1]、穂積村の一部[2]と合併し、盛岡村が発足。
  - 金沢村の一部（室口・山ヶ谷・東大見・椿立・安実京・山ノ中立・綾渡・大蔵連・漆畑・有洞・葛沢）は、賀茂村、伊勢神村と合併し、賀茂村発足。